# Glenn Davies
Glenn Naunton Davies (* 26. September 1950 in Sydney) ist ein australischer anglikanischer Geistlicher. 2013–2021 war er Erzbischof von Sydney in der Anglican Church of Australia. Seit 2022 ist er Bischof der Diocese of the Southern Cross, einer konservativen Abspaltung von der anglikanischen Kirche.

## Leben
Davies studierte am Westminster Theological Seminary und am Moore Theological College in Sydney anglikanische Theologie. 1981 wurde Davies zum Priester geweiht. Er arbeitete zuerst in der Pfarrei St Stephen’s im Sydneyer Stadtteil Willoughby, danach als Dozent für Altes Testament am Moore Theological College. Ab 1985 hielt er sich in England auf und wurde an der University of Sheffield zum PhD promoviert. 1988 kehrte er an das Moore Theological College zurück, um eine Dozentur für Neues Testament zu übernehmen. Später wurde er auch Registrar des College. 1995 wurde er Rektor der Pfarrei St Luke’s in Miranda (New South Wales). Ab Dezember 2001 wirkte er im Erzbistum Sydney als Assistenzbischof für die Nordregion. 
Am 6. August 2013 wurde Davies als Nachfolger von Peter Jensen zum Erzbischof des Erzbistums Sydney gewählt und am 23. August in sein Amt eingeführt.
Davies ist verheiratet und hat zwei erwachsene Töchter.

## Schriften (Auswahl)
- Faith and Obedience. Studies in Romans 1–4. Sheffield Academic Press 1990.

## Auszeichnungen und Preise (Auswahl)
- Centenary Medal der australischen Regierung
- 2014: Ehrendoktorwürde des Westminster Theological Seminary